# Буджардини, Джулиано
Джулиано Буджардини, Джулиано ди Пьеро ди Симоне Буджардини (итал. Giuliano Bugiardini, Giuliano di Piero di Simone Bugiardini, 29 января 1475, Флоренция — 17 февраля 1555, Флоренция) — живописец эпохи итальянского Возрождения флорентийской школы.

## Жизнь и творчество
Джулиано Буджардини, известный также как Джулиано ди Пьеро ди Симоне, работал преимущественно во Флоренции, а также, в 1526—1530 годах, в Болонье.
Джорджо Вазари в своих «Жизнеописаниях» посвятил Буджардини биографию, в которой утверждал, что художник начал свою карьеру под руководством скульптора Бертольдо ди Джованни в знаменитом саду скульптур Лоренцо Медичи Великолепного недалеко от монастыря Сан-Марко (Orto di San Marco). Вероятно, именно там Буджардини познакомился с молодым Микеланджело, с которым останется дружен на протяжении всей жизни. В начале 1490-х годов оба художника присоединились к мастерской Доменико Гирландайо, где обучались искусству рисунка и живописи.
Буджардини стал независимым художником к 1503 году, когда он присоединился к братству флорентийских живописцев Святого Луки (Compagnia di San Luca) и стал работать совместно с Мариортто Альбертинелли вплоть до 1509 года, когда последний перешёл в мастерскую Фра Бартоломео. Буджардини был близок с обоими художниками.
В 1508 году Буджардини, Аньоло ди Доменико дель Мацциере, Франческо Граначчи и другие художники были вызваны в Рим, чтобы помочь Микеланджело с росписью плафона Сикстинской капеллы в Ватикане, но их услуги были быстро отвергнуты, и художников отправили обратно во Флоренцию. Однако дружба Буджардини с Микеланджело была прочной. По словам Вазари, Микеланджело написал большую часть фигур в сложной по композиции картине Буджардини «Мученичество святой Екатерины» (1530—1540) в капелле Ручеллаи церкви Санта-Мария-Новелла во Флоренции. Буджардини в свою очередь написал портрет Микеланджело (Флоренция, Каза-Буонарроти).
Во второй половине 1520-х годов Буджардини работал в Болонье. Там он создал запрестольный образ «Мистическое обручение Святой Екатерины» для семейной капеллы Альбергати в церкви Сан-Франческо (ныне Болонья, Пинакотека) и несколько других работ, которые сейчас находятся в болонской пинакотеке. Большинство из них подписаны. К 1530 году Буджардини вернулся во Флоренцию. В последующие десятилетия его деятельность пошла на убыль, и в 1555 году он умер в своей родной Флоренции.
Буджардини критиковали за посредственность и поверхностное подражание Микеланджело, как неспособного понять формальные принципы работы великих мастеров: Микеланджело, Рафаэля, Леонардо да Винчи и Фра Бартоломео, которые оказали большое влияние на его творчество. Сам Микеланджело писал, что Буджардини был «хорошим, но простым человеком», но Вазари утверждал, что Микеланджело завидовал Буджардини, поскольку он ценил его скромные достижения, а сам никогда не был доволен своим творчеством. Другие художники также ценили колористические качества живописи Буджардини и абсолютную простоту многих его работ. «Мадонна с Младенцем, святыми Марией Магдалиной и Иоанном Крестителем» (около 1523 г.) в Метрополитен-музее, считается одним из самых успешных творений Буджардини, настолько что когда-то считалась работой фра Бартоломео.
В Санкт-Петербургском Эрмитаже хранится картина Бурджардини «Мадонна с Младенцем, святым Иосифом и Иоанном Крестителем» (ранее считалась работой фра Бартоломео).

## Галерея

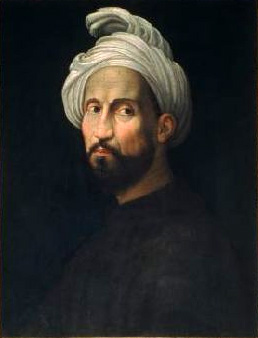
Портрет Микеланджело. Ок. 1522 г. Дерево, масло. Каза-Буонарроти, Флоренция
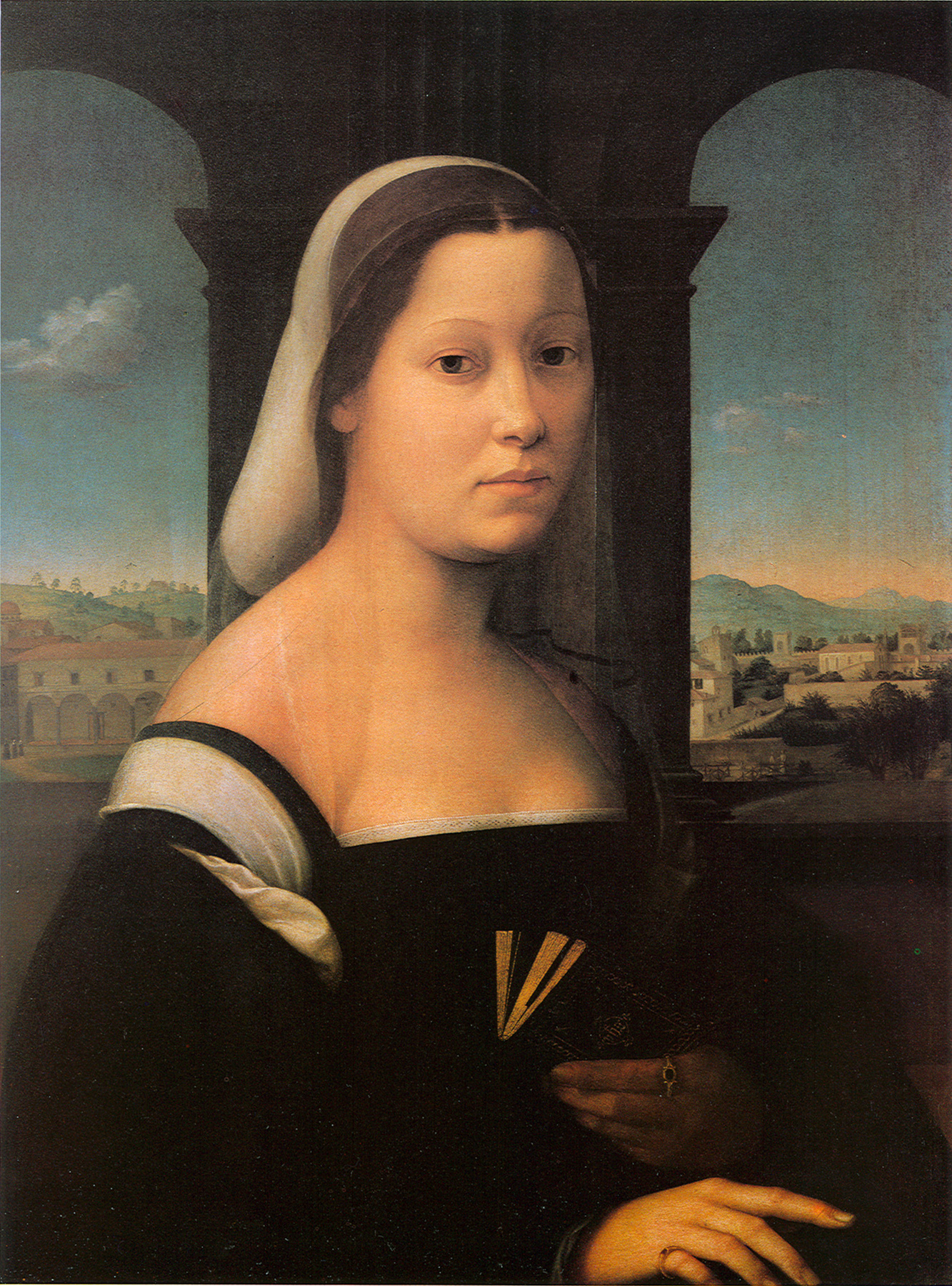
Портрет женщины. Между 1506 и 1510 гг. Дерево, масло. Уффици, Флоренция
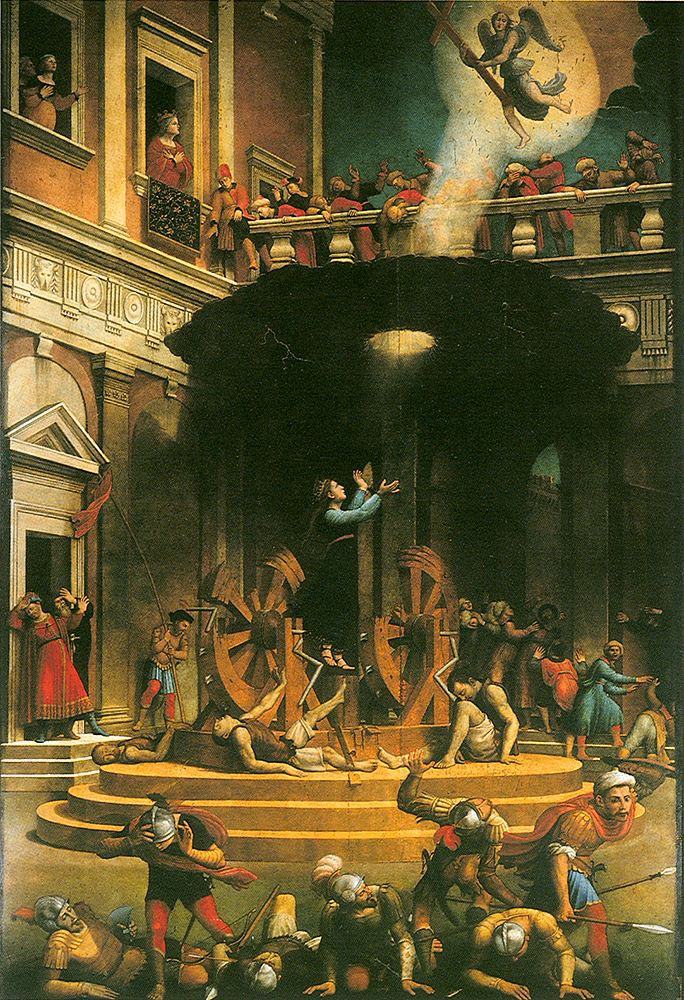
Мученичество Святой Екатерины. Между 1530 и 1540 гг. Дерево, масло. Капелла Ручеллаи церкви Санта-Мария-Новелла, Флоренция
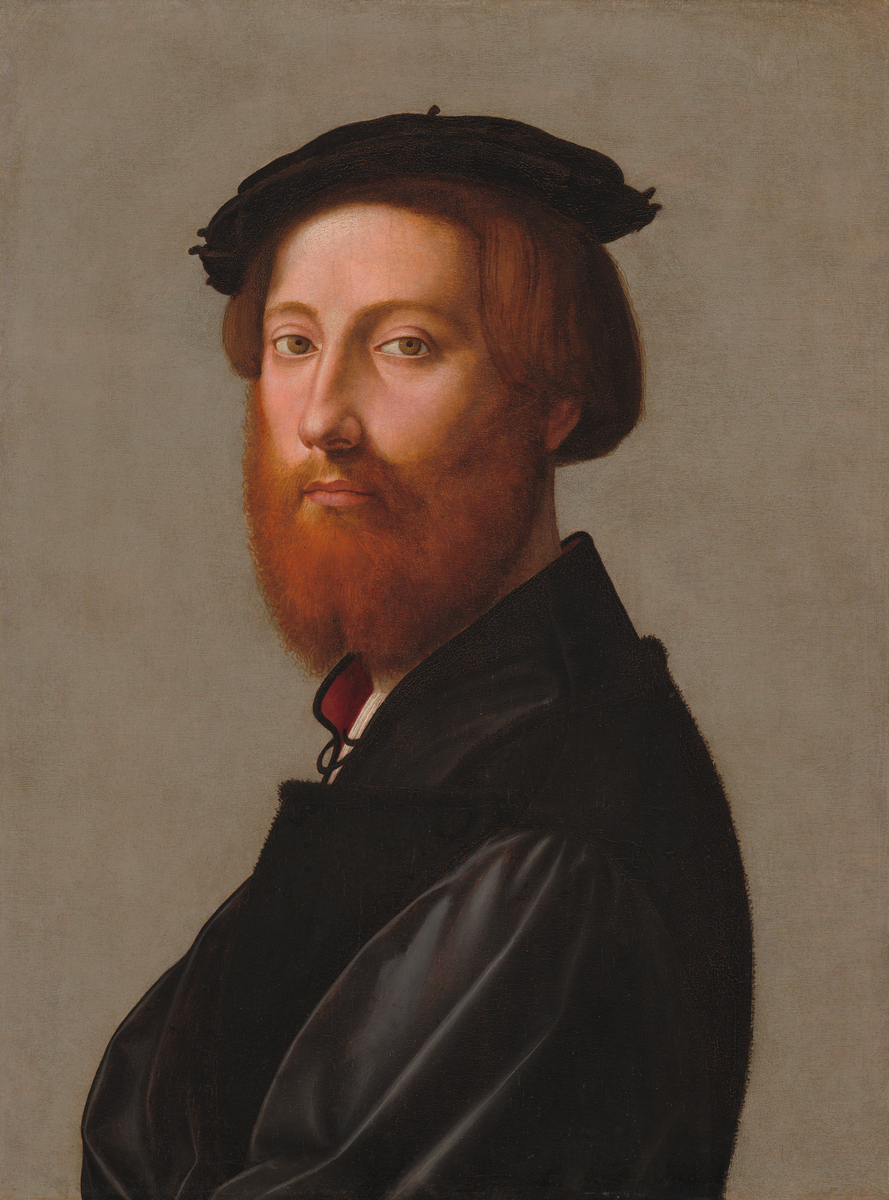
Портрет Леонардо де Джинори. Ок. 1528. Дерево, масло. Национальная галерея искусства, Вашингтон
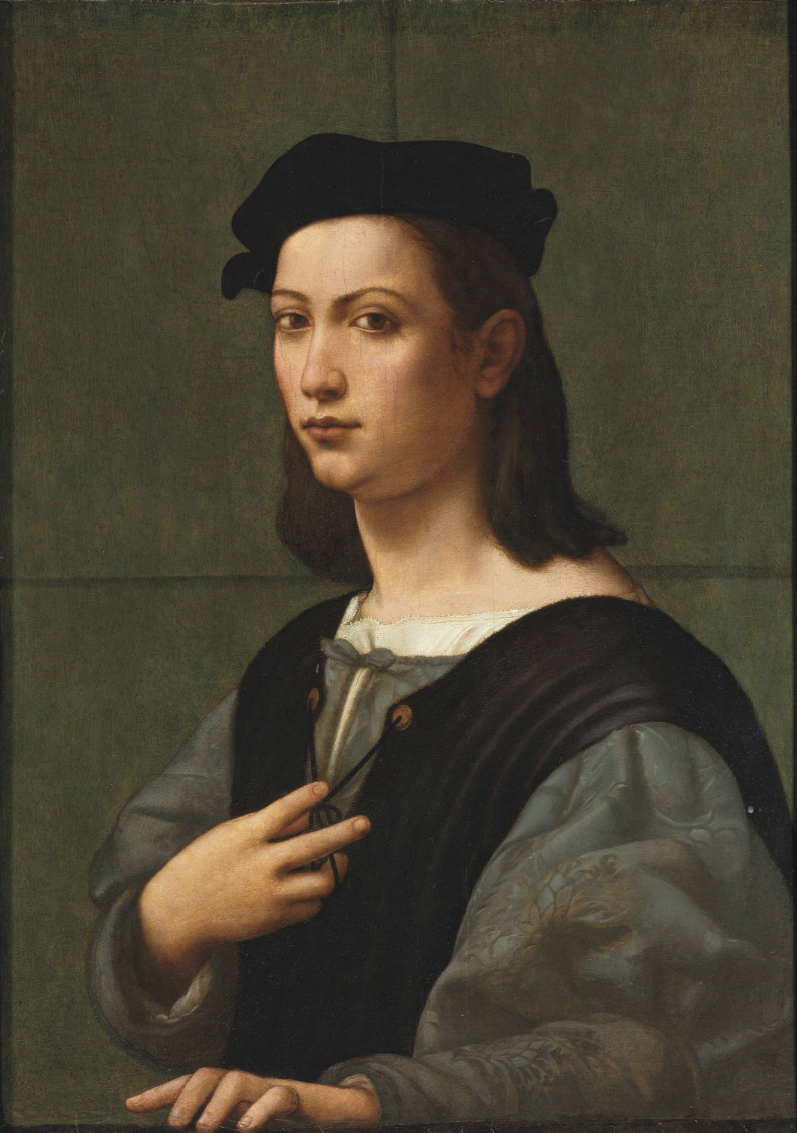
Портрет молодого человека. Ок. 1540 г. Дерево, масло. Частное собрание
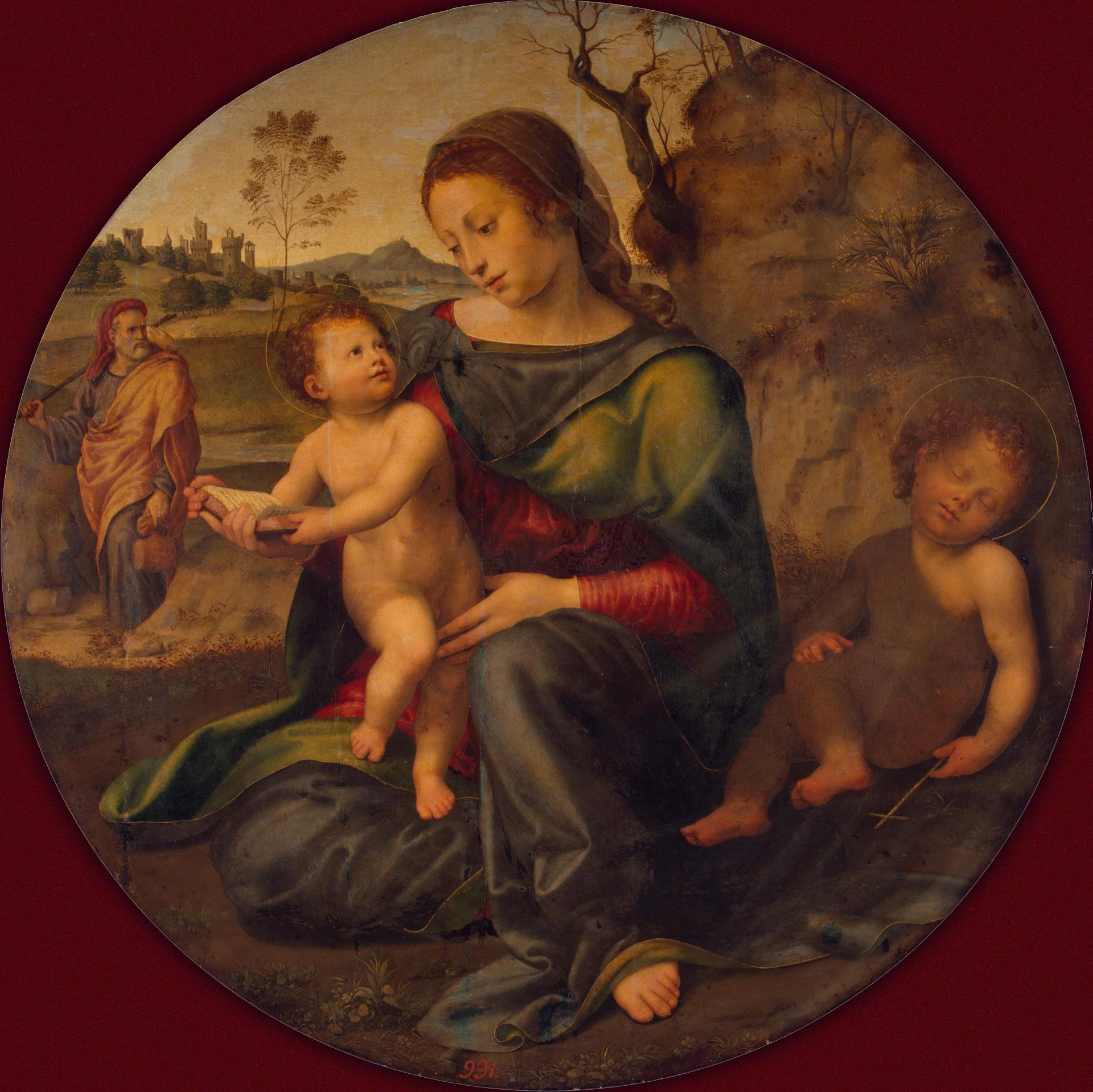
Мадонна с Младенцем, святым Иосифом и Иоанном Крестителем. Ок. 1520 г. Холст, масло (переведено с дерева). Государственный Эрмитаж, Санкт-Петербург